# 达若乡
达若乡（藏語：རྟ་རོག་），是中华人民共和国西藏自治区日喀则市昂仁县下辖的一个乡镇级行政单位。

## 行政区划
达若乡下辖以下地区：
其日村、查青村、夏拉村和强玛村。